# Hulstina xera
Hulstina xera är en fjärilsart som beskrevs av Frederick H. Rindge 1970. Hulstina xera ingår i släktet Hulstina och familjen mätare. Inga underarter finns listade i Catalogue of Life.